# ناحیه اسفره
ناحیه اِسفَره (به تاجیکی: Ноҳияи Исфара) یکی از ناحیه‌های اداری ولایت سغد در تاجیکستان است و در شمال جمهوری تاجیکستان جای دارد. مرکز این ناحیه، جماعت اسفره است که در ۱۰۸ کیلومتری شرق خجند قرار دارد.
قرقیزستان با تاجیکستان اختلافات مرزی دارد که این مناقشه باعث چندین ماجرا از جمله درگیری‌های مسلحانه بین ساکنان دو طرف در مناطق لیلک و بادکند قرقیزستان با نواحی اسفره و باباجان غفورف تاجیکستان شده‌است. تنها در سال ۲۰۱۴ در مرز قرقیزستان با تاجیکستان ۳۰ درگیری رخ داد که زخمی‌های نیز دربرداشت. قرقیزستان در ابتدای سال ۲۰۱۴ در پی یک نزاع، مرزهایش با تاجیکستان را برای سه ماه بست و سفیرش را از دوشنبه فراخواند.

## تقسیمات
| جماعت‌های ناحیهٔ اسفره |        |
| جماعت                | جمعیت  |
| نوگلیم               | ۲۸٬۳۱۱ |
| خان‌آباد              | ۹٬۶۱۴  |
| کول‌کند               | ۱۷٬۷۳۲ |
| شهرک                 | ۱۳٬۹۹۱ |
| چهل‌قاضی              | ۱۲٬۱۵۰ |
| لکان                 | ۵٬۵۱۴  |
| سرخ                  | ۱۰٬۳۹۶ |
| چارکوه               | ۲۸٬۸۴۶ |
| واروخ                | ۲۳٬۱۲۱ |